# Любарский, Леонид Вадимович
Леони́д Вади́мович Люба́рский (1903—1968) — советский миколог и лесной фитопатолог, Заслуженный лесовод РСФСР.

## Биография
Леонид Вадимович Любарский родился 21 сентября 1903 года в Казани. Учился в Муромцевском лесном техникуме, затем — на лесном факультете Казанского института сельского хозяйства и лесоводства и в Ленинградском институте прикладной зоологии и фитопатологии. Работал инструктором в Иране и во Владимирской области, после 1929 года — лесничим Майхинского учебно-опытного лесничества (Приморский край). В 1929 году Л. В. Любарский получил диплом лесовода. С 1930 по 1934 преподавал фитопатологию и энтомологию в Дальневосточном лесотехническом институте. В 1933 году получил учёное звание доцента. В 1934—1938 Любарский был исполняющим обязанности директора Дальневосточной лесной опытной станции. В 1935 году ему было присвоено звание старшего научного сотрудника, в 1937 — кандидата сельскохозяйственных наук.
До 1953 года Л. В. Любарский возглавлял отдел защиты леса ДальНИИЛХ. После этого он стал заведующим отделом лесного хозяйства Сахалинского филиала Академии наук, затем — старшим научным сотрудником Дальневосточного филиала Сибирского отделения АН СССР. После 1956 года он продолжил работу в ДальНИИЛХ.
20 декабря 1968 года Любарскому была присуждена степень доктора сельскохозяйственных наук. 21 декабря после непродолжительной болезни Леонид Вадимович Любарский скончался.

### Семья
Жена — Галина Васильевна (Мишина) Любарская. Сын — Евгений Леонидович Любарский, советский и российский геоботаник.

## Некоторые научные работы
- Любарский Л. В., Васильева Л. Н. Дереворазрушающие грибы Дальнего Востока. — Новосибирск, 1975. — 163 с.
- Любарский Л. В., Соловьев К. П., Трегубов Г. А., Цымек А. А. Ясень Маньчжурский. — Хабаровск, 1961. — 127 с.
- Любарский Л. В. Домовые грибы и меры борьбы с ними. — Хабаровск, 1953. — 104 с.
- Любарский Л. В. Материалы по грибным болезням леса и разрушителям древесины в Южно-Уссурийском крае // Вестник ДВ ФАН СССР : журнал. — 1934. — № 9. — С. 75—104.
- Любарский Л. В. Дереворазрушающие грибы берёзы Шмидта — Betula Scmidtii Rgl. // Вестник ДВ ФАН СССР : журнал. — 1938. — № 2. — С. 103—118.
- Любарский Л. В. Пороки древесины бархата амурского, сирени амурской, ореха маньчжурского, ольхи волосистой // фонды ДальНИИЛХ : рукопись.
- Любарский Л. В. Дереворазрушающие грибы Дальнего Востока // фонды ДальНИИЛХ : рукопись.

Всего опубликовал более 50 научных работ.

## Виды грибов, названные в честь Л. В. Любарского
- Aleurodiscus ljubarskii Parmasto, 1967
- Mycoleptodon ljubarskyi Pilát, 1937 [= Phanerochaete chrysorhiza (Torr.) Budington & Gilb., 1973]
- Trametes ljubarskyi Pilát, 1936
- Uncinula ljubarskii Golovin, 1952 [≡ Erysiphe ljubarskii (Golovin) U.Braun & S.Takam., 2000]